# Daniel Massey
Daniel Raymond Massey (ur. 10 października 1933 w londyńskiej dzielnicy Westminster, zm. 25 marca 1998 w Londynie) – brytyjski aktor filmowy i telewizyjny.

## Życiorys

### Wczesne lata
Urodził się w Westminster dzielnica środkowego Londynu jako syn angielskiej aktorki teatralnej Adrianne Allen (1907–1993) i urodzonego w Kanadzie aktora Raymonda Masseya (1896-1983). Jego młodsza siostra Anna Raymond Massey (1937–2011) była także aktorką.
Był siostrzeńcem Vincenta Masseya, gubernatora generalnego Kanady, a jego chrzestnym był dramaturg Sir Noël Coward.
Ukończył Eton College i King’s College w Cambridge.

### Kariera
Miał dziewięć lat, kiedy wystąpił po raz pierwszy jako syn swojego ojca chrzestnego Noëla Cowarda w dramacie wojennym Davida Leana Nasz okręt (In Which We Serve, 1942). Dwadzieścia sześć lat później, za rolę Noëla Cowarda w biograficznym musicalu Roberta Wise Gwiazda! (Star!, 1968) z Julie Andrews i Richardem Crenną został nominowany do Oscara, a także otrzymał dwie nominacje do nagrody Złotego Globu i otrzymał statuetkę w kategorii Najlepszy aktor drugoplanowy. Pojawił się jako Graham w dramacie Tony’ego Richardsona Music Hall (The Entertainer, 1960) wg sztuki Johna Osborne’a u boku Laurence’a Oliviera.
Grywał głównie na scenie. Jednym z jego późniejszych filmów był dramat Jima Sheridana W imię ojca (In the Name of the Father, 1993), gdzie zagrał prokuratora i prześladującego oskarżonego o bomby podkładane przez IRA Gerarda "Gerry’ego" Conlona (Daniel Day-Lewis).
30 września 1961 poślubił Adrienne Corri, lecz w roku 1968 doszło do rozwodu. 12 grudnia 1975 ożenił się z Penelope Wilton, z którą miał dwójkę dzieci: syna Paula (ur. 1976 jako martwe dziecko) i córkę Alice (ur. 1977). W 1984 rozwiódł się, a 21 czerwca 1997 poślubił siostrę ex-żony Penelope Wilton – Lindę Mary 'Lindy' Wilton.
Zmarł 25 marca 1998 w Londynie na chłoniaka Hodgkina w wieku 64 lat.

## Filmografia

### Filmy fabularne
- 1942: Nasz okręt (In Which We Serve) jako Bobby Kinross
- 1965: Miłosne przygody Moll Flanders (The Amorous Adventures of Moll Flanders) jako Elder Brother
- 1962: Go to Blazes jako Harry
- 1966: Major Barbara (TV) jako Adolphus Cusins
- 1968: Gwiazda! (Star!) jako Noël Coward
- 1970: Cromwell
- 1972: Maria, królowa Szkotów (Mary, Queen of Scots) jako Robert Dudley
- 1976: Niezwykła Sara (The Incredible Sarah) jako Victorien Sardou
- 1980: Zmysłowa obsesja (Bad Timing) jako człowiek Foppish
- 1981: Ucieczka do zwycięstwa (Escape to Victory) jako pułkownik Waldron
- 1989: Skandal (Scandal) jako Mervyn Griffith-Jones
- 1991: Bye Bye Columbus (TV) jako Columbus
- 1992: Stalin (TV) jako Lew Trocki
- 1993: W imię ojca (In the Name of the Father) jako prokurator
- 1995: Mary Wesley: Rozterki Poppy Carew (The Vacillations of Poppy Carew, TV) jako pan Carew
- 1996: Samson i Dalila jako Ira
- 2000: Spotkanie z Jezusem (The Miracle Maker) jako Kleofas (głos)

### Seriale TV
- 1957–1958: Theatre Night jako Angier Duke
- 1961: ITV Television Playhouse jako pan Sands / Laurence Enderby
- 1968: Sherlock Holmes jako Trelawney Hope
- 1970: Roads to Freedom jako Daniel
- 1971: Bonanza jako Leslie Harwood
- 1973: Dolly jako Samuel Travers Carter
- 1982: The Brack Report jako Andrei Tchenkov
- 1987: Życie intymne (Intimate Contact) jako Clive Gregory
- 1989: Sprawy inspektora Morse’a (Inspector Morse) jako Anthony Donn
- 1991: Akta Sherlocka Holmesa (The Casebook of Sherlock Holmes) jako J. Neil Gibson